# Диас-Канель, Мигель
Миге́ль Ма́рио Ди́ас-Кане́ль Берму́дес (исп. Miguel Mario Díaz-Canel Bermúdez; род. 20 апреля 1960, Вилья-Клара, Куба) — кубинский государственный и политический деятель. Президент Республики Куба с 10 октября 2019 года, Первый секретарь ЦК Коммунистической партии Кубы с 19 апреля 2021 года, главнокомандующий Революционными вооружёнными силами Кубы с 19 апреля 2018 года.
До принятия в 2019 году новой Конституции Кубы, изменившей структуру органов управления страной — Председатель Государственного совета и Председатель Совета министров Кубы (19 апреля 2018 — 10 октября 2019).
Член Политбюро ЦК Компартии Кубы с 2003 года. В 2013—2018 годах Первый заместитель председателя Государственного совета Кубы. В 2009—2012 годах министр высшего образования Кубы.

## Биография
Родился в семье заводского рабочего и школьной учительницы.
Окончил Центральный университет Лас-Вильяс (г. Санта-Клара) в 1982 году, инженер-электронщик. Затем в 1982—1985 годах служил в Революционных вооружённых силах. После преподавал в альма-матер; в 1986 году начал карьеру в Союзе молодых коммунистов Кубы (СМК), став секретарём университетского комсомольского комитета. В том же году стал членом провинциального бюро для службы в идеологической сфере. Участвовал в гражданской войне в Никарагуа в качестве кубинского советника. В 1987 году вернулся на Кубу и продолжил комсомольскую карьеру, занимая ряд руководящих должностей, в частности должность первого секретаря комитета СМК в провинции Вилья-Клара.
В 1992—1993 годах — член Национального бюро СМК. В октябре 1993 года завершил комсомольскую карьеру, став функционером Коммунистической партии Кубы (КПК). В 1994 году избран первым секретарём комитета КПК в провинции Вилья-Клара, а в 2003 году — секретарём парткома провинции Ольгин. С того же года член Политбюро ЦК КПК.
В мае 2009 года назначен министром высшего образования Кубы, проработал им до марта 2012 года. В 2012—2013 годах — заместитель, а 24 февраля 2013 года избран первым заместителем председателя Государственного совета и Совета министров Кубы Рауля Кастро. После назначения Диас-Канеля на этот пост ряд экспертов называл его наиболее вероятным преемником Рауля Кастро в должности главы государства, хотя другие аналитики считали подобные выводы преждевременными.
24 февраля 2013 года, с переизбранием Рауля Кастро на второй пятилетний срок на пост председателя Государственного совета Кубы, Мигель Диас-Канель был избран первым заместителем председателя Госсовета страны. В настоящее время является самым высокопоставленным государственным деятелем Кубы, не принимавшим участия в Кубинской революции.
Женат вторым браком, двое детей от первого.

## На посту лидера страны

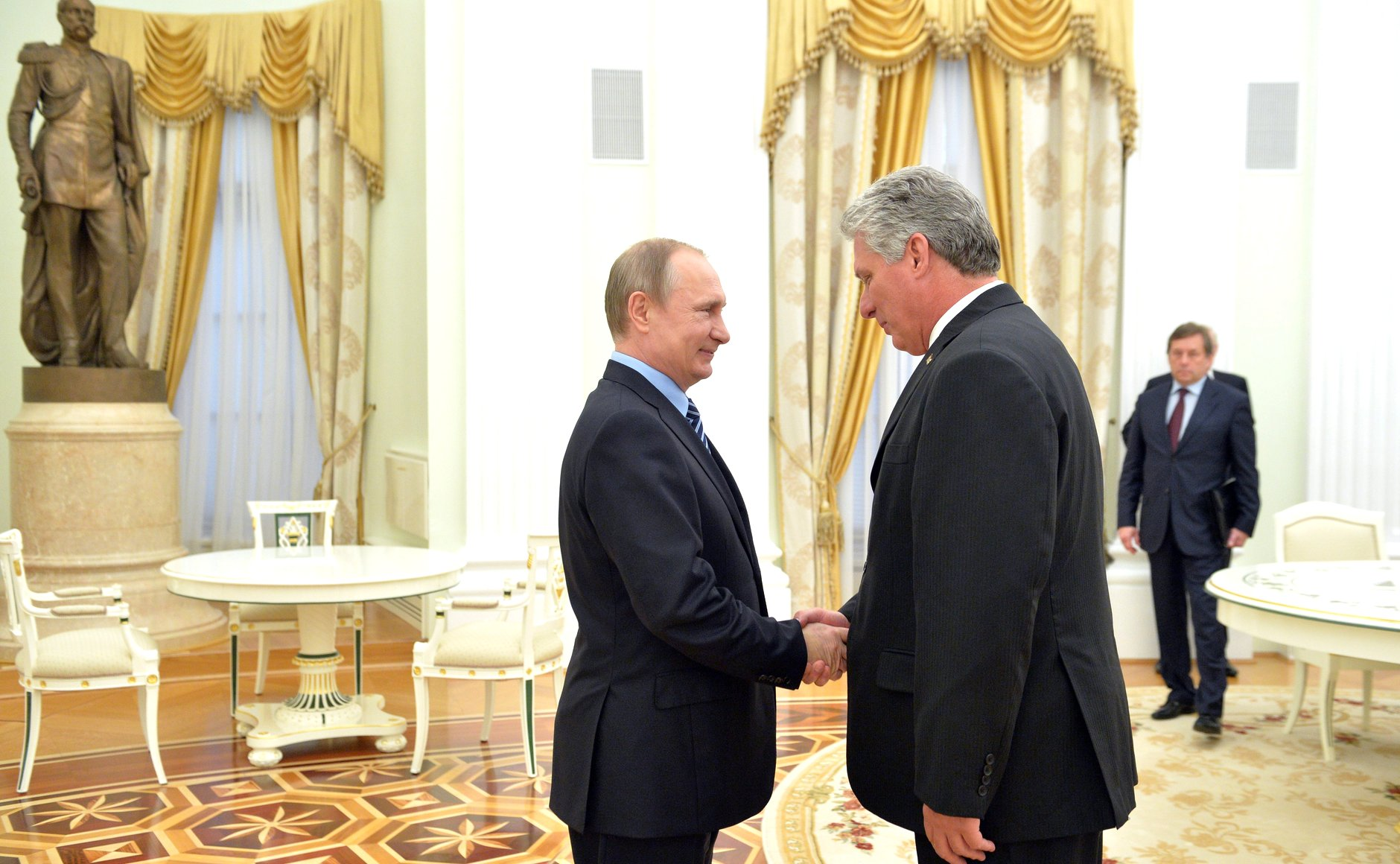
Мигель Диас-Канель во время встречи с президентом России Владимиром Путиным. 25 мая 2016 года

С 19 апреля 2018 года являлся председателем Государственного Совета (высшего органа, исполняющего функции главы государства) и председателем Совета министров: после 1976 года на Кубе должности главы государства и главы правительства были совмещены. При этом его предшественник на этих постах Рауль Кастро сохранил часть властных полномочий, являясь первым секретарём ЦК КПК. Новый глава государства продолжил курс на частичную либерализацию социалистической экономики.
В июле 2018 года Национальная ассамблея народной власти приняла новую Конституцию, которая вносила весьма крупные изменения, по сравнению с основным законом, принятым в 1976 году. Согласно изменениям на Кубе признаётся частная собственность, частная торговля и свободный рынок, а также презумпция невиновности, вводится запрет на дискриминацию на почве сексизма, гендерной идентичности, сексуальной ориентации, этнического происхождения и инвалидности. Иностранные инвестиции признаются важным фактором экономического роста. Кроме того, восстанавливается должность премьер-министра и президента, причём последний может занимать свой пост не более двух последовательных пятилетних сроков. При этом КПК продолжит оставаться единственной законной политической силой («основной направляющей силой общества»). 24 февраля 2019 года состоялся референдум по одобрению новой Конституции, за нововведения высказались почти 87 % избирателей.
10 октября 2019 года парламент Кубы избрал Мигеля Диаса-Канеля президентом Республики Куба. 21 декабря 2019 года он оставил пост премьер-министра страны, который занял Мануэль Марреро Крус.
19 апреля 2021 года делегаты КПК избрали Диаса-Канеля Первым секретарём ЦК партии вместо ушедшего в отставку Рауля Кастро.
25 сентября 2022 года состоялся референдум по принятию нового Семейного кодекса, легализующего однополые браки, однополые усыновления и суррогатное материнство в бесплатной форме. За принятие нового кодекса проголосовало более 66 % избирателей.
Через четыре года он также был переизбран в Национальную ассамблею народной власти. На первой сессии, весной 2023 года, его переизбрали президентом Кубы.

### Протесты 2021 года
После начала массовых антиправительственных выступлений в Гаване в июле 2021 года Диас-Канель призвал коммунистов выходить на улицы и давать отпор протестующим. По его словам, пришло время защитить революцию. 11 июля 2021 года, выступая в эфире государственного телевидения Диас-Канель заявил:

Мы готовы отдать свою жизнь. Им нужно перешагнуть через наши трупы, если они хотят встретиться с революцией. Мы готовы ко всему и будем драться на улицах.

## Награды
- Орден Освободителя первого класса (2018, Венесуэла)[18]
- Орден Хо Ши Мина (2018, Вьетнам)[19].